# Tablas de bronce

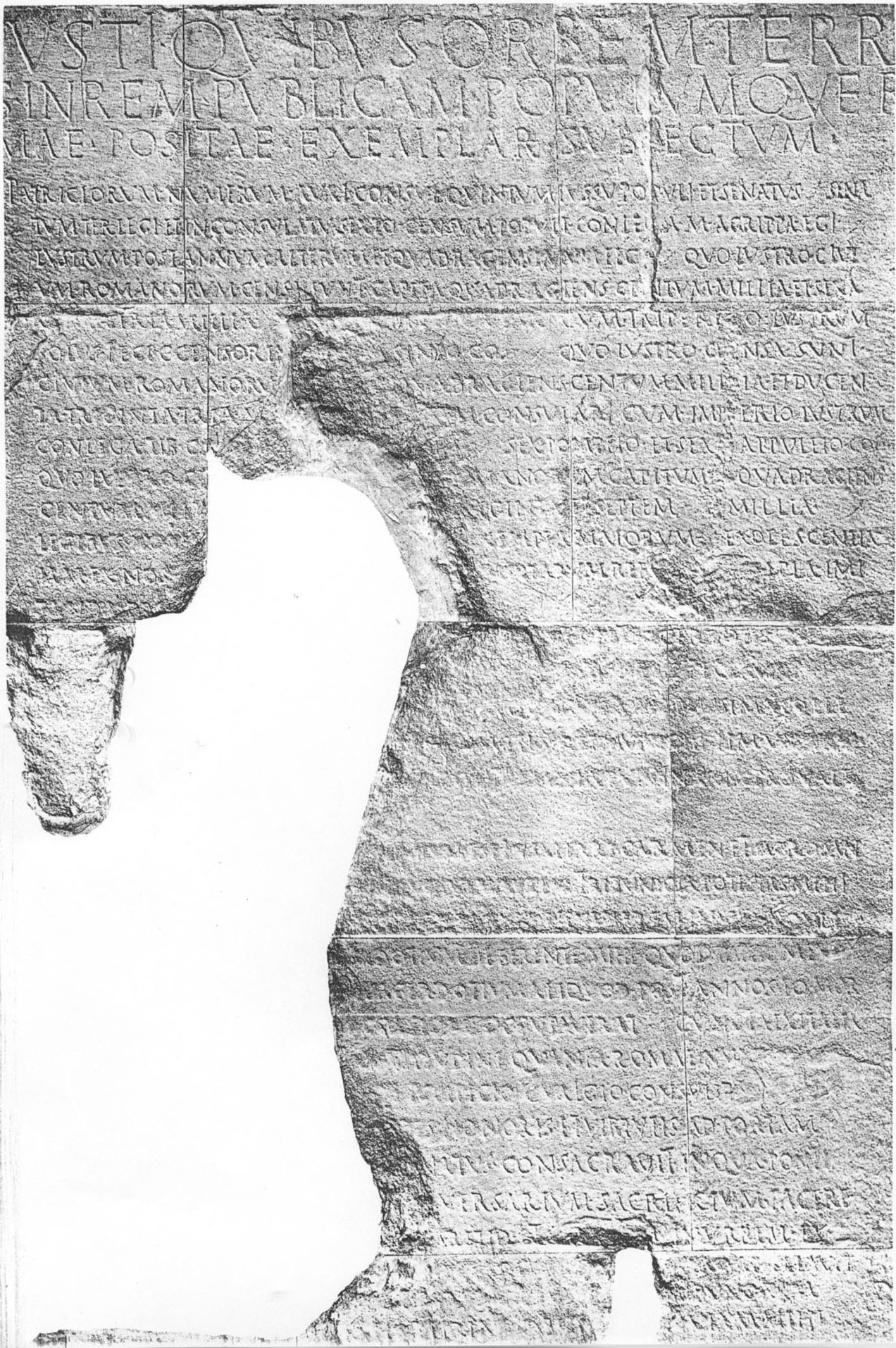
Res Gestae Divi Augusti, "la reina de las inscripciones" según Mommsen, es el texto que se inscribió en tablas de bronce a las puertas del Mausoleo de Augusto en Roma para perpetuar sus "gestas", y del que hubo copias por todo el imperio.

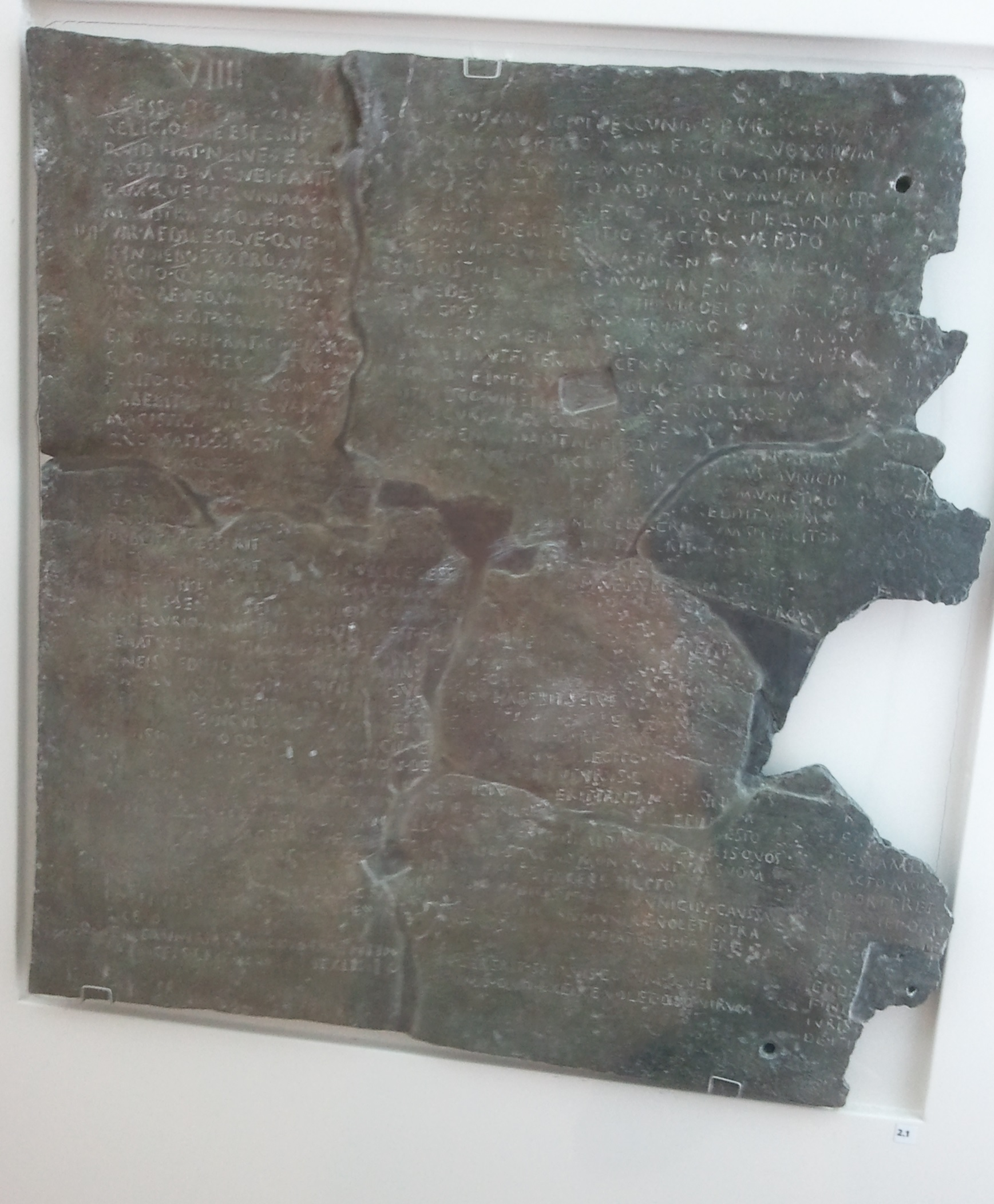
Lex municipii Tarentini.

Tablas de bronce o letras de bronce es un tópico con el que se designa a un texto o una idea digna de la eternidad, representada en la permanencia que otorga ser escrita en bronce. Grabar en piedra, que también otorga gran duración, lo que se recoge en un tópico similar ("palabras lapidarias" o "discurso lapidario" -digno de ser grabado en piedra-), es considerado tópicamente como menos permanente; como ocurre en el Exodo con las primeras Tablas de la Ley que Moisés bajó del Sinaí, y que rompió al contemplar la impiedad de los israelitas. En Mesopotamia, el Enûma Elish narra cómo Marduk consigue las tablas de bronce del destino (la escritura mesopotámica se realizaba sobre tablillas de arcilla).
El tópico verba volant, scripta manent ("lo escrito, escrito queda, las palabras se las lleva el viento") puede ser entendido de una manera similar, pero también opuesta (la escritura, al fijarlas, mata a las "aladas palabras").
La epigrafía en bronce se usó para algunas de las primeras leyes escritas, como la ley de las XII tablas romana, conservada en el Tabularium. El Mausoleo de Augusto contenía tablas de bronce que se reprodujeron por todo el Imperio. La Lex de Imperio Vespasiani fue escrita en una tabla de bronce. Las cláusulas de los acuerdos de Roma con Cartago se escribieron en tablas de bronce que se guardaban en el Capitolio, e igualmente los cartagineses hicieron lo propio con su copia de los tratados.
En otras civilizaciones, de los fenicios se conserva el Silabario de Biblos. Hay testimonios literarios que atribuyen a Tartessos leyes escritas en verso sobre tablas de bronce. En la Antigua Grecia, las normas de los Juegos Olímpicos estaban grabadas en tablas de bronce que se encontraban en la sede del Senado Olímpico. El máximo prestigio obtuvieron los legisladores griegos (Licurgo de Esparta, leyes de Solón), dejaran o no sus leyes escritas en bronce o en piedra (leyes de Gortina). Las antiguas inscripciones chinas en bronce tenían como soporte campanas (zhōng) o calderos de trípode (dǐng).
En Tusculum se halló una tabla de bronce del año 406 en honor del cónsul Anicio Probo y su hermana Anicia. En Gubbio se conserva un conjunto de siete tablas de bronce que contienen rituales y normas de una cofradía de sacerdotes.
En la epigrafía de Hispania romana fueron abundantes los pactos de hospitalidad (véase también "apretón de manos") fijados en cartas tabulas (tablas de bronce) y las leyes municipales. En la Sierra Sur de Sevilla se ha encontrado la Lex Irnitana, parte de las diez tablas de bronce que componían la Lex municipii Flavii Irnitanii. Las leyes municipales de Malaca (de las cinco tablas de bronce de las que estaba compuesta la Lex Flavia Malacitana sólo se conservan algunas) y Salpensa (Lex Salpensa) se hallaron en 1851, y fueron estudiadas por Rodríguez de Berlanga y Theodor Mommsen. Otro importante ejemplo se halló en El Alamillo (Cañete de las Torres). Quizá las tres tablas de bronce más importantes de la Hispania romana sean el bronce de Ascoli (relativo a los hispanos de la Turma Salluitana), el bronce de Lascuta y el bronce de Botorrita.
Los monumentos romanos solían llevar letras de bronce que, aunque en su mayoría han desaparecido, pueden reconstruirse por las marcas de fijación que permanecen en la piedra.
A comienzos del siglo XIX David Ricardo y otros economistas liberales clásicos, para indicar el determinismo que impedía a los salarios aumentar por encima del nivel de subsistencia, utilizaron la expresión "ley de bronce de los salarios".
También el mormonismo utilizó la imagen de las tablas de bronce para el origen de sus textos sagrados (Nefi).